# Christoph Theuerkauf
Christoph Theuerkauf (ur. 13 października 1984 roku w Magdeburgu), niemiecki piłkarz ręczny, reprezentant kraju. Obecnie występuje w Bundeslidze, w drużynie TBV Lemgo. Gra na pozycji obrotowego. W kadrze narodowej zadebiutował w 2004 roku.

## Kluby
- 2003-2010  SC Magdeburg
- 2010-  TBV Lemgo

## Sukcesy
- 2004: wicemistrzostwo Europy juniorów
- 2007: puchar EHF